# Kirk Douglas
Kirk Douglas, rodným jménem Isur Danielovič Děmskij (9. prosince 1916 Amsterdam, New York, USA – 5. února 2020, Beverly Hills, Kalifornie), byl americký herec a filmový producent. Začínal rolemi padouchů, později hrál i kladné hrdiny a složitější charaktery (Spartakus, Stezky slávy). Byl známý svým důlkem v bradě a hlubokým hlasem. Byl otcem hollywoodského herce a producenta Michaela Douglase, producenta Joela Douglase, producenta Petera Douglase a herce Erica Douglase.

## Mládí
Kirk se narodil ve městě Amsterdam v americkém státě New York Heršelovi (Harry) Danielovičovi (1884–1950) a Bryně Sanglel (1884–1958). Rodiče byli chudí Židé z Ruska, kteří emigrovali z Gomelu (nyní Bělorusko).

## Úspěchy ve filmové kariéře
Mezi jeho nejznámější filmové role patří mimo jiné též Spartakus ve stejnojmenném americkém filmu nebo Vincent van Gogh ve filmu Lust for Life (Touha po životě) z roku 1956, za který byl nominován na Oskara. Nominován byl též za filmy Champion, The Bad and the Beautiful, ale žádnou z nominací neproměnil. 
Nicméně, Oskara nakonec získal ve speciální kategorii za „50 let kreativní činnosti inspirující filmovou komunitu“ v roce 1996. Kirk Douglas má též svou hvězdu na „chodníku slávy“ na Hollywood Boulevard a v roce 1984 vstoupil do síně slávy představitelů westernových filmů. Umístil se na 17. místě seznamu největších hvězd světového filmu.

## Výběrová filmografie

### Filmy
Jsou uvedeny převážně jen filmy, které se promítaly také v Československu/České republice. Kirk Douglas hrál ještě v mnoha dalších filmech a TV filmech.

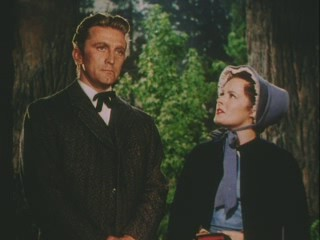
Kirk Douglas v The Big Trees

- 2012 Final Cut – Dámy a pánové – a.z.
- 2003 Tak to chodí
- 1999 Honba za diamantem (též Honba za diamanty)[7]
- 1994 Hamouni
- 1991 Oscar
- 1988 Kdo seje vítr (TV film)
- 1986 Drsní chlapi
- 1982 Muž od Sněžné řeky
- 1979 Tajemná záře nad Pacifikem
- 1979 Kaktusový Jack
- 1979 Rodinný film
- 1978 Zuřivost
- 1977 Holocaust 2000
- 1975 Patrola
- 1971 Maják na konci světa
- 1971 Přestřelka
- 1970 Byl jednou jeden lotr
- 1969 Tichá dohoda
- 1967 Cesta na západ
- 1967 Válečný vůz
- 1966 Hoří v Paříži?
- 1966 Velký žal
- 1965 Hrdinové z Telemarku
- 1965 Po zlém
- 1964 Sedm květnových dní
- 1963 Seznam Adriana Messengera
- 1962 Stateční jsou osamělí
- 1961 Poslední západ slunce
- 1960 Spartakus
- 1959 Pekelník
- 1959 Poslední vlak z Gun Hillu
- 1958 Vikingové
- 1957 Přestřelka u O.K. Corralu (článek o události)
- 1957 Stezky slávy
- 1956 Žízeň po životě
- 1955 Indiánský bojovník
- 1955 Muž bez hvězdy
- 1955 Závodníci
- 1954 20 000 mil pod mořem (románová předloha)
- 1953 Příběh tří lásek
- 1953 Čin lásky
- 1953 Žonglér
- 1952 Město iluzí
- 1952 Vysoké nebe
- 1951 Detektivní příběh
- 1951 Eso v rukávu
- 1950 Mladík s trumpetou
- 1949 Dopis třem manželkám
- 1947 Pryč od minulosti
- 1946 Podivná láska Marty Iversové

### Producent
Filmy
- 1975 Patrola
- 1971 Letní strom
- 1971 Maják na konci světa
- 1968 Bratrství
- 1957 Stezky slávy

Seriály
- 1959 Tales of the Vikings

### Režisér
- 1975 Patrola
- 1973 Scalawag

## Osobní život
Byl dvakrát ženatý, první manželka byla Diana Dill (narozena 22. ledna 1923, svatba 2. listopadu 1943, rozvod v roce 1951), s níž měl dva syny, herce Michael Douglase a producenta Joel Douglase. Jeho druhá žena se jmenuje Anne Buyndens (svatba 22. května 1954) a měl s ní také dva syny: Petera Douglase, producenta, (narozen 23. listopadu 1955) a herce Erica Douglase (narozen v červnu 1958, zemřel 6. července 2004 na předávkování drogami).
V roce 1996 utrpěl mozkovou mrtvici, byla částečně narušena jeho schopnost mluvení. Dne 9. prosince 2006 oslavil 90 let, na oslavě se zmínil o knihách, které píše o smrti svého syna Erica v roce 2004. V pátek 9. prosince 2016 oslavil 100 let. Jeho kardiolog mu při té příležitosti povolil jednu sklenici vodky, jinak měl alkohol zapovězen.
Zemřel ve 103 letech počátkem února 2020.